# Ethmidium maculatum
Ethmidium maculatum és una espècie de peix pertanyent a la família dels clupeids i l'única del gènere Ethmidium.

## Descripció
- Pot arribar a fer 26 cm de llargària màxima.
- 12-15 radis tous a l'aleta anal.
- Aleta anal curta.[5][6]

## Reproducció
A Xile es reprodueix a la primavera fent la posta a la sorra de les aigües costaneres.

## Alimentació
Menja fitoplàncton (diatomees), zooplàncton (sobretot, copèpodes), peixets i crustacis.

## Hàbitat
És un peix marí, pelàgic-nerític i de clima tropical (0°-37°S, 86°W-70°W) que viu entre 0-50 m de fondària.

## Distribució geogràfica
Es troba al Pacífic sud-occidental: Perú i Xile.

## Ús comercial
Es comercialitza fresc, congelat o en conserva.

## Observacions
És inofensiu per als humans.